# Bryce Callahan
Bryce Jordan Callahan (Moscow, 23 ottobre 1991) è un giocatore di football americano statunitense che milita nel ruolo di cornerback per i Los Angeles Chargers della National Football League  (NFL).

## Carriera professionistica

### Chicago Bears
Dopo non essere stato selezionato nel Draft NFL 2015, il 2 maggio dello stesso anno Callahan firmò con i Chicago Bears. Fece il suo debutto tra i professionisti il 13 settembre 2015 contro i Green Bay Packers e il 9 novembre fece registrare il suo primo passaggio deviato contro i San Diego Chargers. Finì la sua stagione da rookie con 9 partite giocate, 21 tackle, un sack e un punt ritornato per 34 yard.

### 2016
Nel 2016 Callahan terminò la sua seconda stagione con all'attivo 11 partite giocate, 32 tackle e 5 passaggi deviati.

### 2017
Il 24 settembre mise a segno il secondo sack in carriera e il primo fumble forzato ai danni del quarterback Ben Roethlisberger. Il 15 ottobre fece registrare il suo primo intercetto su Joe Flacco dei Baltimore Ravens.

### 2018
Il 17 aprile firmò con i Bears un contratto di un anno del valore di 1,3 milioni di dollari.  
Callahan Terminò la stagione con 45 tackle, 6 passaggi deviati e 2 intercetti, venendo nominato come settimo miglior cornerback della lega.

### Denver Broncos
Il 15 marzo 2019, Callahan firmò con i Denver Broncos un contratto triennale del valore di 21 milioni di dollari. Tuttavia non giocò per tutta la stagione per un problema al piede, venendo inserito nella lista infortunati il 15 novembre.

### Los Angeles Chargers
Il 4 maggio 2022 Callahan firmò con i Los Angeles Chargers.